# Henry Norris Russell
Henry Norris Russell   (Oyster Bay, 25 d'octubre de 1877 - Princeton, 18 de febrer de 1957) fou un astrònom americà. Estudià a la Universitat de Princeton, d'on esdevingué professor d'astronomia en el 1905 i després director de l'observatori en el 1911. Amb Ejnar Hertzsprung, encara que treballant de forma independent, desenvolupà el diagrama de Hertzsprung-Russell (devers 1910).
Fou guardonat en el 1925 amb el premi Rumford pels seus treballs sobre la radiació estel·lar.

## Distincions honorífiques
Recompenses
- Medalla d'or de la Royal Astronomical Society (1921)
- Medalla Henry Draper (1922)
- Medalla Bruce (1925)
- Premi Rumford (1925)
- Medalla Franklin (1934)

Epònims
- Plaça de Professor Henry Norris Russell de la American Astronomical Society
- Cràter Russell a la Lluna
- Cràter a Mart
- Asteroide 1762 Russell